# Tomaszowski, Lubelskie
Tomaszowski là một huyện thuộc tỉnh Lubelskie của Ba Lan. Huyện có diện tích 1489 km². Đến ngày 1 tháng 1 năm 2011, dân số của huyện là 86137 người và mật độ 58 người/km².